# Jatropha curcas
Jatropha curcas L. è un arbusto perenne, velenoso, di altezza massima di circa 5 m, appartenente alla famiglia delle Euforbiacee.
È comunemente nota come Barbados nut or Physic nut.
La pianta è originaria dell'America tropicale, da dove è stata diffusa in diverse altre zone tropicali e subtropicali; è principalmente coltivata in Asia e in Africa, dove è conosciuta come Pourghère. 
Dato che è tossica è usata spesso come recinzione vivente per proteggere orti e giardini dagli animali; per lo stesso motivo in Africa è usata per recintare tombe e cimiteri.
È molto resistente all'arido, è coltivabile in zone pressoché desertiche.
Sebbene Jatropha curcas sia generalmente considerata una pianta tossica a causa della presenza di esteri del forbolo (PE), esistono varietà commestibili in America centrale.

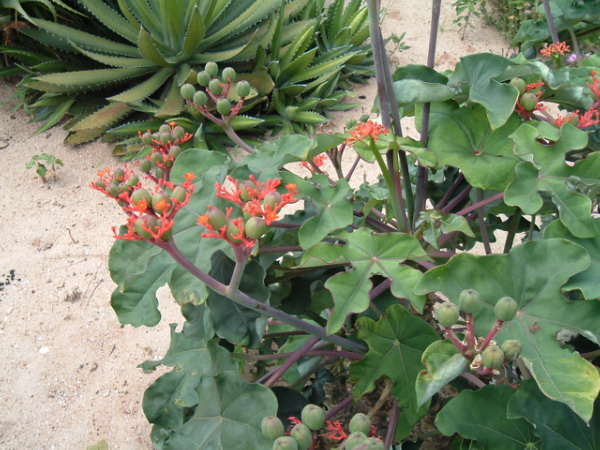
Jatropha

I semi contengono circa il 30-38% di un olio non commestibile, ma utilizzabile tal quale come comune combustibile, ovvero come carburante, previa semplice filtrazione, in motori Diesel opportunamente progettati, oppure trasformabile in Biodiesel tramite transesterificazione e impiegabile in tutti i motori Diesel senza alcuna modifica specifica.

## Descrizione
- Foglie: grandi, di colore dal verde vivo al verde pallido.
- Fiori: modesti come tutte le Euforbiacee.
- Frutti: i frutti sono capsule e sono prodotti nella stagione fresca; in caso di clima e suolo favorevoli si possono avere più fruttificazioni all'anno.
- Semi: la maturazione delle capsule, e dei semi, è completa quando la capsula dal verde passa al giallastro.

## Distribuzione e habitat

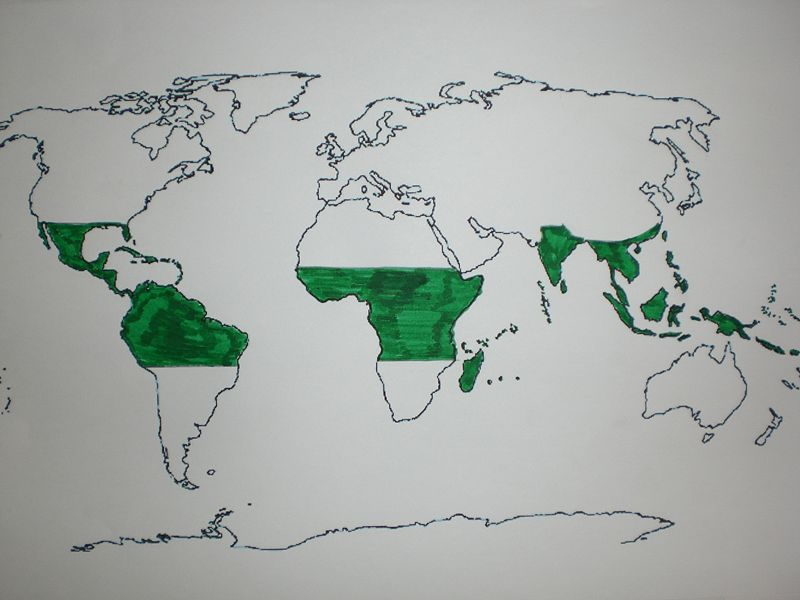
Zone del mondo dove può svilupparsi al meglio

La pianta è ampiamente diffusa nell'America tropicale e fu traghettata in tutto il mondo dai marinai portoghesi che la utilizzavano per costruire recinzioni a protezioni di orti e giardini. Solo in un recente passato sono state scoperte le sue proprietà energetiche.
La pianta è stata diffusa in ampie zone tropicali ed equatoriali del pianeta; notevoli impianti sono in atto in India, Africa (Mali, Tanzania), in Argentina e in Australia.

## Coltivazione

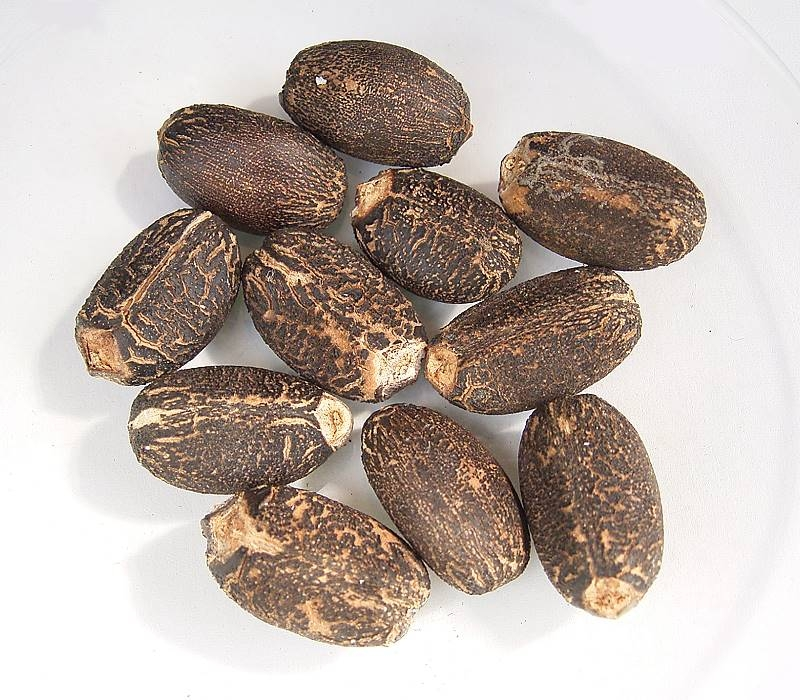
Jatropha curcas semi

La coltivazione è semplice purché sia coltivata nelle regioni dove il clima sia sufficientemente caldo, infatti sopporta temperature prossime allo zero (in Australia risulterebbe selezionata una varietà resistente a -5 °C), ma una vegetazione ottimale si ha solo a temperature superiori ai 14 °C. 
La pianta non ha esigenze particolari di terreno, cresce bene anche in terreni non lavorati, con terreno compatto e con poco terriccio, sabbioso o sassoso, anche se preferisce terreno almeno in parte smosso. Sopporta alte concentrazioni di sale nel terreno.
La concimazione è opportuna solo dopo la germinazione dei semi.
La germinazione con clima caldo è molto rapida.
Nonostante la riproduzione da seme sia molto facile e veloce, la moltiplicazione più usata è comunque per talee: la diffusione per talee è più efficace, dato che permette la conservazione delle caratteristiche di varietà.
La Specie infatti ha una elevata variabilità varietale, soprattutto nell'attitudine a produrre fiori e frutti.
La pianta è monoica, cioè porta sulla stessa pianta fiori maschili e fiori femminili, di norma 10 fiori maschili per ogni fiore femminile. A volte i fiori maschili sono sovrabbondanti e quindi sono carenti i femminili che producono frutti; in tal caso la produzione fruttifera è inferiore.
La selezione di varietà a maggiore fruttificazione non è ancora molto sviluppata.
La pianta sopravvive con solo 250 mm di pioggia all'anno, anche se produzioni consistenti in frutti e semi si hanno con 400–600 mm; solo nei primi due anni può ricevere vantaggio da moderate irrigazioni.
Non è necessaria una particolare preparazione del suolo per l'impianto, anche se ovviamente un miglioramento del suolo migliora le rese.
Non si conoscono particolari malattie in ambiente adeguato; l'applicazione di pesticidi è inutile in quanto la pianta è naturalmente dotata di fungicidi e pesticidi naturali.
La Jatrorrhizine (italianizzata in Jatrorizzina) isolata da Mahonia aquifolium (Pursh) Nutt. ovvero Berberis acquifoleum, ha mostrato il più potente inibitore antifungino di tutti i funghi studiati con metodologia MIC tra una concentrazione di 62,5 e 125 µg/mL, mentre l'estratto grezzo, la berberina e la palmatina hanno mostrato un'attività inibitoria ridotta con concentrazione MIC tra 500 e minore/uguale ad una concentrazione di 1000 µg/ mL.
Un fattore molto importante nella coltivazione è che la pianta utilizza ambienti che non sarebbero altrimenti utilizzabili nelle coltivazioni foraggere o da piante alimentari. In sintesi la coltivazione della Jahtropa può non sottrarre spazio alle altre piante coltivate.
Anche se potenzialmente la pianta può produrre semi dal primo anno, o anche in una sola stagione, una produzione significativa di semi si ha solo dopo tre anni. La pianta vive circa quaranta anni.
In caso di conduzione a siepe è citata una produttività di 8–10 kg di semi a metro di siepe.
La produttività per ettaro è molto variabile e dipende fortemente dalle condizioni di coltivazione; è evidente che una coltivazione ai limiti della sopravvivenza dà una produzione esigua.
La produttività media con suolo di moderata fertilità, ma discretamente profondo, dà una produzione media di 3,5 t di seme per ettaro. La produttività varia da 0,4 t per ettaro il primo anno di impianto, fino a 5 t a partire dal quarto anno.

## Propagazione
Jatropha curcas non ha una eccellente condizione per essere propagata per via vegetativa ed è più facile riprodurla per seme; come accennato però la propagazione delle caratteristiche varietali è un fatto molto importante.
Le propagazioni sono possibili con preparazione di talee messe a radicare, ma anche mediante innesti (di vario tipo) e propaggini.

## Usi
I semi sono esclusivamente usati per produrre l'olio che può essere usato direttamente come normale combustibile o, previa filtrazione, come carburante in appositi motori specificatamente modificati.
Con procedimenti di transesterificazione si produce invece il normale combustibile biodiesel.
I residui dei semi spremuti sono un ottimo fertilizzante; le radici della pianta proteggono il terreno e con l'olio si fabbricano saponi.
Il contenuto in olio estratto dai semi varia dal 28% al 38%; un ettaro di piantagione può produrre fino a 1,6 t di olio; ovviamente in terreni poveri la produzione è molto più modesta.
La Jatropha permette di produrre un combustibile di ottima qualità, a bassa viscosità, secondo all'olio di palma, la cui coltivazione richiede tuttavia notevoli quantità di acqua.
La Jatropha non compete con la produzione di generi alimentari poiché non è commestibile, richiede basse quantità di acqua ed è sufficiente un'irrigazione "sporca", e quindi non sottrae acqua potabile all'uso umano; cresce in zone aride dove comunque sarebbero possibili poche altre colture. Permette di estendere la superficie coltivabile in zone aride, svolge un ruolo importante contro la desertificazione e l'erosione dei suoli.
L'olio estratto dai semi (Olio di Jatropha), è usato come combustile da cucina, per illuminazione, per produrre lubrificanti, saponi, detergenti, oli da bagno, ammorbidenti; è anche usato per adulterare gli oli vegetali di costo superiore.
L'olio di Jatropha non è adatto alla alimentazione umana; è tossico per la presenza di esteri di forbolo, saponine e altre sostanze irritanti. Se ingerito produce violenti effetti di vomito e diarrea. La linfa produce reazioni irritanti alla pelle.
L'India ha incluso la Jatropha nel programma per l'indipendenza energetica entro il 2012: nello Stato del Chhattisgarh ne saranno piantate 160 milioni di esemplari.
Il Madagascar ha stipulato accordi con società italiane per coltivare 100.000 ettari di terreno a jatropha, con un investimento di 5 milioni di euro, che dovrebbero fornire 300.000 tonnellate/anno di olio vegetale.
La società finlandese Wartsila ha dato avvio alla prima centrale elettrica al mondo alimentata da biocarburante, a Merksplats, in Belgio. Inizialmente l'impianto produrrà energia elettrica per 20.000 abitazioni, e il calore servirà agli agricoltori locali per riscaldare le serre e in particolari processi di asciugatura dei fertilizzanti.
Una seconda centrale è in costruzione in Sardegna, nelle ex cartiere di Arbatax.

### Altri usi
(Le informazioni in questa sezione sono ampiamente derivate dalla Purdue University - Center for New Crops and Plants Products website.)
- Foglie

Le giovani foglie sono sicuramente commestibili se bollite o stufate.
Le foglie pestate sono applicate nella rima palpebrale dei cavalli a scopo repellente per le mosche dato che contengono cianuri (HCN).
- Fiori

La specie è considerata mellifera.
- Noci

In alcuni casi le noci sono arrostite e mangiate, anche se sono notevolmente purgative. Le noci possono essere fatte ardere come candele.
- Semi

I semi sono usati come contraccettivo in Sudan.
Dai semi può essere estratto un colorante.
In alcune regioni del Messico (a Misantla, presso Veracruz) i semi sono apprezzati come cibo, sono bolliti e poi tostati; non è chiaro se il trattamento riduca a livelli ammissibili la tossicità, o se invece si tratti di varietà selezionate per la minore tossicità naturale.
- Radici

Le ceneri di radici sono usate come insaporente in luogo del sale.
- Corteccia

Usata come veleno per stordire i pesci.
- Lattice

Potente inibitore di alcuni virus vegetali.
- Linfa

Macchia le stoffe. A volte usata per marcare.
- Cespugli

I messicani coltivano cespugli per alloggiare insetti della Lacca, che è usata in medicina come Epatoprotettore e riduttore dell'appetito (antiobesità).
In ogni caso e per tutti gli utilizzi occorre sempre ricordare il contenuto di cianuri (HCN) tossici, e di altre sostanze fortemente irritanti e allergeniche in ogni parte della pianta.

## Altri nomi
- Pinhão manso in Brasile
- Tempate in Nicaragua
- kasla o anche tubatuba o tubang bakod nelle Filippine
- Purging nut
- Jarak in Indonesia
- Mbono in Tanzania
- Pourghère in Africa Francofona
- Lahong Kwang in Cambogia
- Cay Dau Lai in Vietnam